# Adrian Quaife-Hobbs
Adrian Rodney Quaife-Hobbs (Pembury, 3 de fevereiro de 1991) é um automobilista britânico. Ele é notável por ser o piloto mais jovem a conquistar o campeonato de T Cars e o mais jovem vencedor de uma série de corridas de automóveis aprovada pela MSA. Ele atualmente reside em Tonbridge.
Em 2010, Quaife-Hobbs participou da temporada inaugural da GP3 Series pela equipe Manor Racing. Ele a temporada de 2011 novamente pela Manor. Quaife-Hobbs conseguiu sua primeira vitória em Valência. No final da temporada ele ficou em quinto no campeonato de pilotos, e como ele terminou como o melhor colocado piloto da Marussia Manor Racing no campeonato, ele recebeu um teste de Fórmula 1 pela equipe Marussia Virgin Racing.
Em 2013, Quaife-Hobbs foi contratado para competir na GP2 Series pela equipe MP Motorsport. O seu destaque na primeira metade da temporada foi um segundo lugar em Mônaco, antes dele se mudar para a Hilmer Motorsport a partir da etapa da Hungria. Após um segundo pódio na Bélgica, Quaife-Hobbs conquistou a sua primeira vitória na GP2 na segunda corrida de Monza. Ele terminou a temporada em 13º na classificação geral, com um total de 56 pontos e uma vitória. Em 2014, Quaife-Hobbs permaneceu na GP2, mas competiu pela Rapax Team ao lado de Simon Trummer.